# Staurothele polygonia
Staurothele polygonia är en lavart som beskrevs av B. de Lesd. Staurothele polygonia ingår i släktet Staurothele och familjen Verrucariaceae.   Inga underarter finns listade i Catalogue of Life.